# 蒲郡市立大塚中学校
蒲郡市立大塚中学校（がまごおりしりつ おおつかちゅうがっこう）は、愛知県蒲郡市大塚町南向山にある公立中学校。

## 概要
- 愛知県蒲郡市大塚町にある公立中学校。「塚中」（つかちゅう）と呼ばれる。
- 校訓は「理想に燃えて 溌剌と!」。
- 大塚中学校は、市営住宅を挟んで大塚小学校がほぼ隣接する形であり、当中学校へ進学する大半は大塚小学校の出身者である。
- 通学範囲は大塚町・相楽町および海陽町で、範囲内に中高一貫教育校の海陽中等教育学校がある。
- 敷地北側を東海道新幹線が通過するため、校舎北側（廊下側）は防音対策として2重ガラスになっている。
- クラス数は7（各学年2クラス、および適性学級1クラス、平成29年度）。
- かつてはソフトテニス部・コンピューター部等があったが、生徒数減少により現在は廃部。また、陸上部は大会時に各運動部から選抜される。

## 主な施設
- 管理棟
  - 鉄筋コンクリート3階建（職員室、保健室、普通教室、特別教室など）
- 北西棟
  - 鉄筋コンクリート2階建（普通教室）
- 北東棟
  - 鉄筋コンクリート3階建（特別教室、集会室など）
- 技術・家庭科棟
  - 鉄骨2階建（特別教室）
- 南北連絡棟
  - 鉄筋コンクリート2階建（会議室、配膳室、多目的教室）
- 体育館・武道場
  - 鉄筋コンクリート2階建
- その他
  - プール（25m6コース）、体育倉庫など

## 主な行事
- 入学式・始業式
- 部活動激励会
- 海岸清掃
- 修学旅行（3年）
- 修学旅行発表会（3年）
- 職場体験学習（2年）
- 職場体験学習発表会（2年）
- デイレク（1年）
- デイレク発表会（1年）
- チョボラ
  - ちょっとボランティア活動（夏休み中に実施）
- 大塚フェス（体育祭、文化祭が合体した物）
- 校内合唱コンクール
  - 合唱コンクール最優秀賞をとったクラスは市民会館へ
- 自然教室（2年）
- 3年生を送る会
- 卒業式
- 終業式
- 施設訪問（老人ホーム、保育園など）
  - 夏休み中にも実施
- チャンピオンシップ（体育委員会主催、バスケ、バレー等）

## 部活動
- ハンドボール
- バレーボール
- 卓球
- 陸上 - 大会時のみの臨時部で、校内で記録の良い者を選出。
- 音楽 - マンドリンによる演奏を行っている。
- クリエイト - 元美術部

## 沿革
- 1947年（昭和22年）4月1日 - 大塚村立の新制中学校として旧大塚村立青年学校を仮校舎として開校[1]。
- 1953年（昭和28年） - 宝飯郡では最初の本格的な中学校の校舎が完成。
- 1955年（昭和30年）4月 - 蒲郡市立の中学校になる。
- 1956年（昭和31年）4月1日 - 大塚中学校内に大塚保育園開園。
- 1957年（昭和32年）9月 - 鉄筋校舎完成。
- 1964年（昭和39年）2月29日 - 新築校舎完成。
- 1967年（昭和42年）12月2日 - 運動場造成工事完了。
- 1969年（昭和44年）1月 - 新体育館完成。
- 1973年（昭和48年）7月17日 - プール完成。
- 1977年（昭和52年）2月 - 管理棟完成。（1階部分のみ、のちに3階に増築。）
- 1981年（昭和56年）3月 - 技術・家庭科棟完成。
- 1982年（昭和57年）2月 - 増築校舎完成。
- 1984年（昭和60年）3月 - 立志の塔完成。
- 1986年（昭和61年）9月 - ナイター施設完成。
- 1992年（平成4年）8月 - コンピュータ室完成。
- 1994年（平成6年）3月 - 新体育館・プール完成。
- 2002年（平成14年）7月22日 - 大塚海岸の清掃を24年間続けている功績から、国土交通省の「海をきれいにするための一般協力者」として大臣表彰を受ける。
- 2004年（平成16年）4月1日 - 2学期制が導入される。
- 2023年 (令和5年) - 3学期制が導入される。

## 交通
- JR東海　三河大塚駅から徒歩約15分
- 名鉄バス　大塚中学校バス停下車